# Петроне, Педро
Пе́дро Петро́не (исп. Pedro Petrone, 11 мая 1904 или 1905 года[a] — 13 декабря 1964) — уругвайский футболист, нападающий. Один из лучших бомбардиров в истории уругвайской сборной. Чемпион мира 1930 года. Двукратный олимпийский чемпион — 1924 и 1928 годов.

## Карьера
В чемпионате Уругвая провёл за «Насьональ» 128 матчей и забил 146 голов. Участник турне «Насьоналя» по Европе (1925) и Северной Америке (1927). Выступая за «Фиорентину» забил в чемпионате Италии 37 мячей в 44 матчах. Лучший бомбардир чемпионата Италии сезона 1931/32.
В сборной Уругвая первый матч провёл 4 ноября 1923 года против Парагвая (победа 2:0), последний матч 18 июля 1930 года в рамках группового турнира первого чемпионата мира против Перу (победа 1:0). В 24 матчах за «Селесте» забил 28 мячей.

## Титулы
- чемпион Уругвая (2): 1924, 1933
- чемпион мира: 1930
- олимпийский чемпион (2): 1924, 1928
- чемпион Южной Америки (2): 1923, 1924

## Личные достижения
- Лучший бомбардир чемпионата Уругвая (3): 1926, 1928, 1933
- Лучший бомбардир чемпионата Италии: 1932
- Лучший бомбардир чемпионата Южной Америки (3): 1923, 1924, 1927
- Один из самых быстрых спортсменов своего времени — пробегал 100 метров за 11 секунд